# Daniel Peinado
Daniel Fernando Peinado (General Pico, Mendoza, 28 de septiembre de 1967) es un exfutbolista argentino. Jugó profesionalmente en Argentina, Colombia y la Major League Soccer.

## Trayectoria
Nacido en San Rafael, a los pocos meses, por motivos laborales su familia se trasladó a Catriel, allí en el Club Social Unión Deportiva Catriel de Rio Negro comenzó  a jugar al fútbol.
Con apenas 16 años de edad, Daniel se fue a probar a Estudiantes de La Plata y luego de las prácticas quedó fichado para vestir la camiseta del Pincha.
En 1986, Peinado inició su carrera en Estudiantes de La Plata. En Estudiantes jugó 176 partidos y marcó 8 goles.
En 1993 pasó al Club Atlético Lanús.
En 1996 pasó a préstamo al América de Cali. El 23 de enero de 1997, la Major League Soccer fichó a Peinado y lo asignó al Dallas Burn. 
En Dallas Burn jugó 25 partidos con 2 goles y 4 asistencias.
El 26 de abril de 1997, Peinado estableció un récord de la MLS al cometer nueve faltas en una mitad contra Los Angeles Galaxy.
En 1997 regresa a Argentina para jugar en Platense, Atlético Tucumán y culminar su carrera deportiva en Godoy Cruz en 2002.
Una vez finalizada su carrera como futbolista profesional, integró las divisiones inferiores como entrenador de Godoy Cruz y tuvo a Enzo Pérez como jugador en sus comienzos juveniles.
Es directivo del Club Sportivo Independiente ubicado en General Pico, La Pampa.

## Clubes
| Club                       | País           | Año       |
| -------------------------- | -------------- | --------- |
| Estudiantes de La Plata    | Argentina      | 1986-1993 |
| Lanús                      | Argentina      | 1993-1996 |
| América de Cali (Préstamo) | Colombia       | 1996      |
| Dallas                     | Estados Unidos | 1997      |
| Platense                   | Argentina      | 1997-1999 |
| Atlético Tucumán           | Argentina      | 1999-2000 |
| Godoy Cruz Antonio Tomba   | Argentina      | 2000-2002 |

## Palmarés

### Campeonatos nacionales
| Título        | País           | Club                 | Año  |
| ------------- | -------------- | -------------------- | ---- |
| U.S. Open Cup | Estados Unidos | Football Club Dallas | 1997 |

```
El título se definió por penales donde Dallas Burn ganó 5 a 3. Daniel Peinado convirtió el cuarto penal.
```